# The Chainheart Machine
The Chainheart Machine – drugi album studyjny szwedzkiej melodic death metalowej grupy Soilwork. The Chainheart Machine to album najbardziej lubiany przez wieloletnich fanów zespołu, utwory z tej płyty to podstawy repertuaru grupy podczas występów na żywo. Jest to album koncepcyjny, odnoszący się do "Chainheart Machine". Na płycie występuje także hidden track o długości 39 sekund po utworze "Room No. 99". W wersji japońskiej występuje bonusowy utwór pod tytułem "Shadowchild".

## Lista utworów
1. "The Chainheart Machine" – 4:01
2. "Bulletbeast" – 4:37
3. "Millionflame" – 4:20
4. "Generation Speedkill (Nice Day For A Public Suicide)" – 4:27
5. "Neon Rebels" – 3:23
6. "Possessing the Angels" – 3:55
7. "Spirits of the Future Sun" – 6:00
8. "Machinegun Majesty" – 5:06
9. "Room No. 99" – 7:39
10. hidden track − 0:39
11. "Shadowchild" (Tylko wersja japońska)

## Twórcy
- Bjorn „Speed” Strid − wokal
- Peter Wichers − gitara
- Ola Frenning − gitara
- Ola Flink − gitara basowa
- Carlos Del Olmo Holmberg − keyboard
- Henry Ranta − perkusja